# Hillsboro (Kansas)
Pour les articles homonymes, voir Hillsboro.
Hillsboro est une ville des États-Unis située dans le comté de Marion, au Kansas. Elle porte le nom de John Gillespie Hill, qui s'est installé dans cette région en 1871. Au recensement de 2010 sa population s'élevait à 2 993 habitants.
La ville possède un établissement mennonite privé, Tabor College (en), qui accueille environ 550 étudiants.